# کارلوس ادواردو (بازیکن فوتبال، زاده ۱۹۸۹)
کارلوس ادواردو دی اولیویرا آلوز (به پرتغالی: Carlos Eduardo de Oliveira Alves) هافبک اهل برزیل است که در شهر ریبرآ پرتو و در تاریخ ۱۷ اکتبر ۱۹۸۹ به دنیا آمده‌است.
کارلوس ادواردو دی اولیویرا آلوز سابقه بازی در تیم های شباب الاهلی ، الهلال ، پورتو را در سابقه کارنامه خود دارد.